# Erythrospermum
Erythrospermum é um género botânico pertencente à família Achariaceae.

## Espécies
- Erythrospermum acuminatissimum
- Erythrospermum ampullaceum
- Erythrospermum boivinianum
- Erythrospermum candidum
- Erythrospermum capitatum
- Erythrospermum coffeaefolium
- Erythrospermum corymbosum
- Erythrospermum crassipes
- Erythrospermum elegans
- Erythrospermum laurei
- Erythrospermum monticolum
- Erythrospermum nossibeense
- Erythrospermum pervillei
- Erythrospermum recurvifolium
- Erythrospermum richardianum
- Erythrospermum rignyanum
- Erythrospermum sifarii
- Erythrospermum sparsiflorum
- Erythrospermum zeylanicum